# PGC 200219
LEDA/PGC 200219 ist eine Spiralgalaxie vom Hubble-Typ S im Sternbild Stier auf der Ekliptik. Gemeinsam mit IC 2019 bildet sie ein gravitativ gebundenes Galaxienpaar.